# Detective Conan: El undécimo delantero
Detective Conan: El undécimo delantero (名探偵コナン　１１人目のストライカー Meitantei Konan: Jūichininme no Sutoraikā) es el título del decimosexto largometraje de la serie de anime y manga Detective Conan estrenado en Japón el 14 de abril del 2012. La película recaudó 3.29 billones de yens.